# GOOD LUCK TRIP
GOOD LUCK TRIP（グッドラックトリップ）は、学研ホールディングスの株式会社地球の歩き方と株式会社ブリンガージャパンZが運営する、訪日外国人向けのフリーマガジン、WEBメディアおよびモバイルアプリケーションである。

## 沿革
- 2009年
  - 6月 - 『GOOD LUCK TRIP 北海道』創刊[3]
  - 7月 - 『GOOD LUCK TRIP 東京』創刊[4]
  - 10月 - 『GOOD LUCK TRIP 長野』創刊
- 2010年
  - 1月 - 『GOOD LUCK TRIP 日本楽酷遊』創刊
  - 7月 - 『GOOD LUCK TRIP 四国』創刊
  - 8月 - 『GOOD LUCK TRIP 中部』創刊
  - 9月 - 『GOOD LUCK TRIP 東京名品淘』創刊
  - 12月 - 『GOOD LUCK TRIP 関西（大阪・京都・神戸）』創刊
- 2012年12月 - 『GOOD LUCK TRIP 福岡・九州』創刊
- 2014年
  - 4月 - 『GOOD LUCK TRIP』のWeb＆アプリ (Android版 / 国語繁体字・英語) がリリース[5]
  - 9月 - 『GOOD LUCK TRIP 沖縄』創刊
  - 9月 - 『GOOD LUCK TRIP 滋賀』創刊
  - 12月 - 『GOOD LUCK TRIP』のWeb＆アプリ (iOS版 / 中国語繁体字・英語) がリリース[6]
- 2015年
  - 2月 - 『GOOD LUCK TRIP 福島』創刊
  - 11月 - 『GOOD LUCK TRIP』のWeb＆アプリに新たに中国語簡体字版を追加[7]
- 2016年
  - 6月 『GOOD LUCK TRIP』のWeb＆アプリにGOOD LUCK TRIPの電子書籍機能を追加[8]
  - 7月 - 『GOOD LUCK TRIP 瀬戸内・山陰』創刊[9]
  - 10月 - 『GOOD LUCK TRIP 青森・函館』創刊[10]
- 2017年
  - 10月 - 『GOOD LUCK TRIP 北陸』創刊
  - 12月 - 「日本タウン誌・フリーペーパー大賞2017」 インバウンド部門で観光庁長官賞[11]
- 2018年2月 - 『GOOD LUCK TRIP TOKYO & around TOKYO』創刊
- 2020年1月 - 『GOOD LUCK TRIP 岩手』創刊

## 事業内容

### WEBメディア
訪日外国人の個人旅行者向けに、旅行情報や日本各地の観光スポット・宿泊施設・グルメなどの情報を発信している。
日本語・中国語繁体字・中国語簡体字・英語・タイ語・韓国語の6言語に対応。
月間PVは1,000万超、ユーザーの内訳は繁体字圏が最も多い。